# Janina Rudenska
Janina Rudenska (* 1984 in Kiew, Ukrainische SSR, UdSSR) ist eine deutsche Schauspielerin.

## Leben
Rudenska, die polnische und russische jüdische Vorfahren hat, verbrachte ihre Kindheit in Kiew. Ihr Großvater ist der Regisseur und Fernsehmoderator Viktor Jakowlewitsch Rudensky. 1995 emigrierte ihre Familie nach Deutschland, wo sie zunächst in Hamburg lebte. Im Alter von 16 Jahren zog sie von zu Hause aus und blieb in Hamburg, während ihre Familie Deutschland zum Teil wieder verließ. 2004 begann sie ihr Schauspielstudium an der Universität der Künste in Berlin.
Bereits während ihrer Ausbildung hatte sie erste Theaterengagements u. a. am HAU, sowie am Berliner Renaissance-Theater. Nach ihrer Schauspielausbildung war sie von 2008 bis 2012 festes Mitglied des Berliner Ensembles. Dort arbeitete sie u.a mit Regisseuren wie Robert Wilson, Manfred Karge, Thomas Langhoff, Katharina Thalbach und Martin Wuttke.
Neben der Theaterarbeit entstanden in dieser Zeit auch erste Film- und Fernseharbeiten. So drehte sie unter anderem 2009 mit der Berliner Regisseurin Katharina Wyss den ausschließlich auf Improvisationen basierenden Film „1000 Meilen von Taschkent“ (produziert von der DFFB, veröffentlicht durch den Sender Arte). Auch war sie zu sehen in Dominik Grafs Fernsehserie „Im Angesicht des Verbrechens.“
2012 verließ Rudenska das Berliner Ensemble und arbeitet seitdem als freischaffende Schauspielerin. Nachdem sie für Rudolf Thomes Film „Ins Blaue“ zum ersten Mal in Italien gedreht hatte, lebte sie für zwei Jahre in Rom, wo sie Italienisch lernte und seitdem auch für italienische Kinoproduktionen vor der Kamera steht. Hier arbeitete sie unter anderem mit Regisseuren wie Monica Stambrini, Marco Tullio Giordana oder Gianluca Jodice.
Janina Rudenska lebt in Berlin.

## Filmografie

### Film
- 2006: Hundefutter (Kurzfilm) Regie: Till Kleinert
- 2008: Akbulak (Kurzfilm) Regie: Tatjana Korol
- 2009: 1000 Meilen von Taschkent (Spielfilm) Regie: Katharina Wyss
- 2009: Männerherzen (Kinospielfilm) Regie: Simon Verhoeven
- 2011: Das traurige Leben der Gloria S. (Kinospielfilm) Regie: Christine Groß und Ute Schall
- 2012: Ins Blaue (Kinospielfilm) Regie: Rudolf Thome
- 2013: Top Girl (Kinospielfilm) Regie: Tatjana Turanskiy
- 2015: Queen Kong (Kurzfilm) Regie: Monica Stambrini
- 2015: Into the Unknown (Dokumentation) Regie: Inigo Westmeier[10]
- 2018: Nome di donna (Kinospielfilm) Regie: Marco Tullio Giordana
- 2019: Snow Babel (Kurzfilm) Regie: Rosella De Venuto
- 2019: Il cattivo poeta (Kinospielfilm) Regie: Gianluca Jodice

### Fernsehen
- 2010: Im Angesicht des Verbrechens (Serie) Regie: Dominik Graf
- 2013, 2022: SOKO Leipzig – Liebesgrüße aus Moskau, Traumtänzer (Serie) Regie: Robert del Maestro
- 2014: Josy – Allein unter Bullen Regie: Annette Ernst
- 2015: Tatort: Die Kunst des Krieges (Fernsehreihe) Regie: Thomas Roth
- 2017: Bella Block – Stille Wasser (Reihe) Regie: Jo Beier
- 2017: Kommissar Dupin – Bretonische Flut (Reihe) Regie: Thomas Roth
- 2019: Das Damengambit (The Queen’s Gambit) (Netflix-Serie) Regie: Scott Frank
- 2021: Die Toten von Salzburg – Schwanengesang (Fernsehreihe) Regie: Erhard Riedlsperger

## Hörspiele (Auswahl)
- 2014: Pauline Sales: Im Bau (Svetlana) – Regie: Anouschka Trocker (Hörspielbearbeitung – SR)

## Theater (Auswahl)
- 2006: Maria Goos: Alte Freunde – Regie: Dietmar Pflegerl (Renaissance-Theater Berlin)
- 2008: Hakan Savas Mican: Der Besuch – Regie: Hakan Savas Mican (Ballhaus Naunynstraße)
- 2008: Bertolt Brecht: Schweyk im Zweiten Weltkrieg – Regie: Manfred Karge (Berliner Ensemble)
- 2008: Goethe: Gretchens Faust – Regie: Martin Wuttke (Berliner Ensemble)
- 2009: Federico Garcia Lorca: Dona Rosita – Regie: Thomas Langhoff (Berliner Ensemble)
- 2009: Bertolt Brecht: Die Dreigroschenoper – Regie: Robert Wilson (Berliner Ensemble)
- 2010: Georg Büchner: Leonce und Lena – Regie: Robert Wilson (Berliner Ensemble)
- 2010: Ernst Jünger: Das abenteuerliche Herz – Regie: Martin Wuttke (Berliner Ensemble)
- 2010: Karussell Kästner – Regie: Philip Tiedemann (Berliner Ensemble)
- 2011: Bertolt Brecht: Im Dickicht der Städte – Regie: Katharina Thalbach (Berliner Ensemble)
- 2012: Chez Icke – Regie: Gesine Danckwart (HAU)
- 2014: Moritz Rinke: Wir lieben und wissen nichts – Regie: Guntram Brattia (Tiroler Volksschauspiele)
- 2016: Christian Winkler: My personal Chernobyl – Regie: Franz von Strolchen (Theater am Lend, Graz)
- 2018: Protest Portraits – Regie: Branko Simic[11] (Kampnagel)